# Джонс, Каллен
Ка́ллен Э́ндрю Джонс (англ. Cullen Andrew Jones; род. 29 февраля 1984, Бронкс, Нью-Йорк) — американский пловец, двукратный олимпийский чемпион, двукратный чемпион мира, чемпион летней Универсиады 2005, рекордсмен США на дистанции 50 метров вольным стилем.

## Спортивная биография
Плаванием Каллен Джонс начал заниматься в 8 лет. Первой крупной победы на взрослом уровне Джонс добился на летней Универсиаде 2005 года в турецком Измире, где Каллен стал чемпионом на дистанции 50 метров вольным стилем. В 2006 году американский пловец стал двукратным призёром мирового первенства на короткой воде. Спустя год Джонс стал чемпионом мира, в составе кролевой эстафетной четвёрки победив на дистанции 4×100 метров.
В 2008 году Джонс дебютировал на летних Олимпийских играх. Каллен принял участие в эстафете 4×100 метров. Джонс стал единственным пловцом в составе, который принял участие и в предварительном раунде и в финале. В решающем заплыве американская сборная США одержала победу, установив при этом новый мировой рекорд, а Джонс впервые в карьере завоевал золотую медаль Олимпийских игр. В 2009 году Джонс во второй раз в карьере стал чемпионом мира, повторив в составе эстафетной четвёрки успех двухлетней давности.
На летних Олимпийских играх 2012 года Лондоне Джонс стартовал на четырёх дистанциях. На своей коронной 50-метровке вольным стилем Джонсу совсем немного не хватило, чтобы одержать победу. Всего 0,2 с американец уступил французу Флорану Манаду и стал серебряным призёром игр. На дистанции вдвое длиннее Каллен не смог попасть в финал, заняв лишь 10-е место. В эстафете 4×100 метров вольным стилем американская сборная не смогла повторить успех Пекина, уступив на последнем этапе золото сборной Франции, но зато в комбинированной эстафете американцы не оставили никаких шансов своим соперникам, а Каллен Джонс, стартовавший в предварительном раунде эстафеты, стал двукратным олимпийским чемпионом.

## Личная жизнь
- Родители Рональд (умер в 2000 г.) и Дебора.
- Основал благотворительный фонд имени Рональда Джонса.
- В 2006 году окончил университет штата Северная Каролина.